# Табаководство в Никарагуа
Табаководство является одной из старейших отраслей экономики Никарагуа.

## История
Выращивание табака племенами индейцев на территории современной Никарагуа имело место ещё до экспедиции Х. Колумба, поэтому табаководство является одной из старейших отраслей сельского хозяйства страны. В колониальные времена табак начали выращивать на плантациях.
По состоянию на 1892 год, основными экспортными товарами страны являлись кожи и шкуры крупного рогатого скота, кофе и ценные породы дерева. Табак выращивался, но не входил в число основных экспортных культур.
С начала XX века страна фактически превратилась в колонию США, её экономика была подчинена интересам крупных американских корпораций и кредитно-финансовых институтов. Кроме того, в период с 1912 до 1925 года и с 1926 по 1933 год Никарагуа была оккупирована войсками США.
Мировой экономический кризис 1929—1933 годов серьёзно обострил проблемы экономики Никарагуа (в 1928—1932 гг. объём экспорта сократился на 62 %, цены на кофе и бананы упали до исторического минимума).
В 1934 году, после убийства А. Сандино в стране была установлена диктатура семейства Сомоса.
Во второй половине 1930-х годов Никарагуа являлась отсталой сельскохозяйственной страной, специализировавшейся на производстве кофе и бананов, при этом значительную часть продовольствия для внутреннего потребления импортировали из США. Табак в это время выращивали для внутреннего потребления.
В начале 1950-х годов Никарагуа по-прежнему являлась отсталой сельскохозяйственной страной, специализировавшейся на производстве кофе и бананов, но в связи с сокращением объемов выращивания и экспорта бананов значение других культур увеличилось. В это время табак выращивали для внутренних потребностей, центром выращивания культуры являлись окрестности города Масая. Кроме того, некоторое количество табака выращивалось в крестьянских хозяйствах в разных районах страны.
В начале 1960-х годов лучшие сорта светлых табаков выращивали на больших плантациях острова Ометепе (где окружающие воды озера Никарагуа обеспечивали постоянную влажность воздуха). Вторым центром являлись табачные плантации возле города Масая, однако экспортного значения культура по-прежнему не имела (на внутренний рынок шла почти вся продукция). К этому времени в стране было освоено производство сигарет (на табачной фабрике в Манагуа).
13 декабря 1960 года Сальвадор, Гватемала, Гондурас, Коста-Рика и Никарагуа подписали соглашение о создании организации «Центральноамериканский общий рынок» с целью ускорить экономическое развитие путём объединения материальных и финансовых ресурсов, устранения торгово-таможенных ограничений и координации экономической политики. В 1968 году на окраине города Эстели была создана первая небольшая фабрика по производству сигар.
По состоянию на начало 1970-х годов, Никарагуа оставалась экономически отсталой аграрной страной со слаборазвитой промышленностью. Основными экспортными товарами в это время являлись хлопок (22,2 % от стоимости экспорта 1971 года), кофе (15,7 % от стоимости экспорта 1971 года), тростниковый сахар (6,2 % от стоимости экспорта 1971 года), бананы, кунжут, какао и табак. В следующие годы табак сохранял значение как одна из товарных культур. Поскольку введённые США санкции против Кубы запрещали импорт в США кубинских сигар, примерно в 1971 году начался импорт в США никарагуанских сигар.  
После победы Сандинистской революции 19 июня 1979 года правительство страны приняло закон № 3 о национализации собственности семейства Сомоса, и к 16 октября 1979 года все их плантации были национализированы, часть земель была сразу же передана крестьянам, тем самым снизив «земельный голод» в стране. В том же 1979 году был создан институт аграрной реформы (INRA) и началась подготовка к проведению аграрной реформы.
В июле 1981 года был принят закон о проведении аграрной реформы (декрет № 782 от 19 июля 1981 года), о экспроприации плохо используемых или пустующих земельных участков площадью свыше 350 га на Тихоокеанском побережье и свыше 1000 га — в иных районах страны. В сентябре 1981 года был принят закон о сельскохозяйственных кооперативах.
В 1984 году началось выполнение следующего этапа аграрной реформы, в соответствии с которым на территории страны предполагалось создать шесть крупных агропромышленных комплексов (комплекс по выращиванию основных зерновых культур, комплекс по производству сахара, комплекс по производству табака, комплекс по производству какао, молочный комплекс, а также комплекс по выращиванию африканской пальмы).
В дальнейшем, в условиях организованной США экономической блокады и начавшихся боевых действий против «контрас» положение в экономике осложнилось. С целью обеспечения независимости Никарагуа от импорта продовольствия при помощи СССР, Кубы и других социалистических стран в 1980-е годы началась диверсификация сельского хозяйства. Основными экспортными товарами стали хлопок, кофе и мясо. В середине 1980-х годов Никарагуа превратилась в аграрно-индустриальную страну (уже в 1985 году промышленность составляла 27 % от ВВП страны, а сельское хозяйство — 23 %).
25 февраля 1990 года президентом страны стала Виолета Барриос де Чаморро, при поддержке США начавшая политику неолиберальных реформ, в результате которых в стране начался экономический кризис, сопровождавшийся деиндустриализацией (уже к 1994 году доля сельского хозяйства увеличилась до 32,8% ВВП, промышленности - сократилась до 17,3% ВВП).
3 сентября 1995 года Никарагуа вступила во Всемирную торговую организацию. К началу 2000-х годов ситуация в экономике стабилизировалась. Никарагуа вновь превратилась в аграрную страну, основой экономики которой стало сельское хозяйство, а основными экспортными товарами — кофе, хлопок, сахар, бананы, древесина (в том числе, ценных пород) и золото.
23 февраля 2007 года Никарагуа вступила в Боливарианский Альянс для народов нашей Америки. В 2007 году табак вновь вошёл в число экспортируемых товаров.

## Современное состояние
По состоянию на 2010 год Никарагуа являлась сельскохозяйственной страной, главными экспортными культурами которой были кофе, сахарный тростник, арахис, кунжут, табак и бананы.
Основным районом выращивания табака являлись северные департаменты страны (в 2009—2010 гг. около 50 % сбора приходилось на департамент Нуэва-Сеговия и около 48 % — на департамент Эстели).